# 教会の聖母子
『教会の聖母子』（きょうかいのせいぼし（蘭: Madonna in de kerk、独: Madonna in der Kirche））、または『教会の聖母』（きょうかいのせいぼ）は、初期フランドル派の画家ヤン・ファン・エイクが1438年から1440年ごろに描いたといわれている絵画。オーク板に油彩で描かれた板絵で、ゴシック様式の聖堂内で幼児キリストを抱く聖母マリアをモチーフとした小作品である。貴石をちりばめた宝冠を被るマリアが腕に抱く幼児キリストをあやし、キリストはマリアを見つめながらマリアの衣服の胸元を握りしめている。13世紀の伝統的なビザンチン様式のエレウサのイコンを思わせる衣装を身につけたマリアは、この作品では天界の女王として描かれている。
背景の身廊にあるアーチ状の飾り格子にはマリアの生涯を表現した木製彫刻が描かれており、壁龕には同じようなポーズで幼児キリストを抱くマリアの彫刻が見える。ドイツ人美術史家エルヴィン・パノフスキーは、背景の彫刻からマリアとキリストが生身となって抜け出てきたような構図になっているとしている。画面右の入り口には、賛美歌集を手にして賛美歌を歌う二人の天使が描かれている。聖母マリアを表現したビザンチン美術作品の多くと同じく、ヤン・ファン・エイクも『教会の聖母子』でマリアを非常に大きな象徴的人物像として描いた。さらにヤン・ファン・エイクは、教会の窓から降りそそぐ光を入念に描いている。きらめくように室内を照らし出し、マリアの背後の床に二箇所のスポットを作り出す光の描写が、マリアの処女性と神の恵みを表現しているのである。
多くの美術史家が、『教会の聖母子』はもともと2枚の板で構成されていたディプティクの左パネルであり、現存していない右パネルには、依頼主の肖像画 (en:donor portrait) が描かれていたのではないかとしている。ヤン・ファン・エイクとほぼ同時代人の「1499年の画家」と呼ばれる画家とヤン・ホッサールトが描いたと言われる、『教会の聖母子』を複製したディプティクが二点現存しているが、それぞれの右パネルに描かれている内容は全く異なっている。1499年の画家のヴァージョンの右パネルには室内でひざまずいて祈りを捧げる依頼主が描かれており、伝ホッサールトのヴァージョンには屋外で聖アントニオスとともに祈る依頼主が描かれている。どちらの複製もヤン・ファン・エイクのオリジナルに大きな修正を加えており、より新しいスタイルの作品に仕上がっている。ただし、両作品ともに「オリジナルが持つ宗教的美しさは完全に失われている」といわれている。
『教会の聖母子』が最初に記録に現れるのは1851年である。以来、この作品の制作年度や作者の特定が多くの学者を巻き込んでの議論となってきた。当初はヤン・ファン・エイクの初期の作品だといわれており、後にヤンの兄であるフーベルトの作品だとされた。現在ではヤン・ファン・エイクの作品であり、ヤンの1430年代半ばごろの絵画技法との比較で、『教会の聖母子』はヤンの晩年の作品だと考えられている。1874年にベルリンの絵画館が『教会の聖母子』を購入し、コレクションに加えたが、1877年に盗難に遭った。間もなく発見されて絵画館に戻されたが、オリジナルの銘入りの額装は失われてしまっている。現在では『教会の聖母子』はヤン・ファン・エイクの最高傑作の一つとされており、ミラード・メイスはこの作品について「光の描写の美しさ、繊細さは西洋美術史上でも最高級」であると評している。

## 作者の同定と制作年代

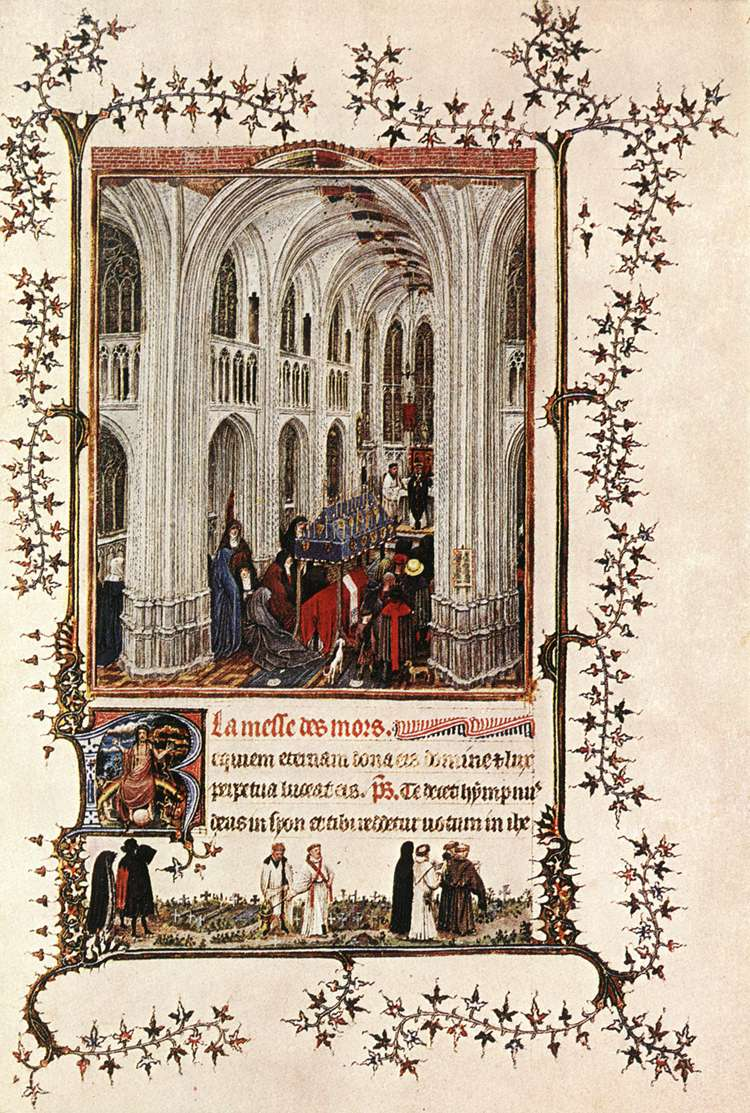
『トリノ＝ミラノ時祷書』の「画家 G」と呼ばれる人物が描いたとされるミニアチュール『死者のためのミサ』。『トリノ＝ミラノ時祷書』は複数の画家がミニアチュールを担当しており、このうち「画家 G」はヤン・ファン・エイクではないかといわれている。このミニアチュールに描かれているゴシック風の室内描写は『教会の聖母子』と非常によく似ている。

『教会の聖母子』の作者の同定や制作年代の比定は、19世紀から20世紀にかけての初期フランドル派に対する研究の進展が影響している。現在の学説の主流はこの作品が1438年から1440年ごろに描かれたとするものだが、1424年から1429年ごろの作品だという説も根強く残っている。15世紀に制作が開始された装飾写本『トリノ＝ミラノ時祷書』には、複数の画家たちの手によるミニアチュールが掲載されている。これらの画家の詳細は伝わっていないが、現在では「画家 G」とよばれている画家はヤン・ファン・エイクだと考えられている。しかしながら19世紀終わりごろには「画家 G」はヤン・ファン・エイクの兄であるフーベルト・ファン・エイクだとされており、1875年に発行されたベルリンの絵画館のカタログでも『教会の聖母子』はフーベルトの作品であると記されていた。20世紀初頭においても、ジョルジュ・ユラン・ド・ルーのように『教会の聖母子』はフーベルトが描いた作品であると断定した美術史家もいた。現在では『トリノ＝ミラノ時祷書』の「画家 G」や『教会の聖母子』の作者がフーベルトであると考えている美術史家はおらず、現存するフーベルトの絵画作品は極めて少ないといわれている。1912年に発行された絵画館のカタログでも、『教会の聖母子』の作者はヤン・ファン・エイクであると訂正されている。
『教会の聖母子』の制作年代の比定も時代と共に変遷している。19世紀には1410年ごろの作品だとされていたが、研究が進むにつれてこの説は否定されるようになった。20世紀初頭にはオーストリア人美術史家ルードヴィヒ・フォン・バルダスが1424年から1429年ごろの作品だという説を唱え、後に1430年代初頭の作品だとする説が主流となった。そしてドイツ人美術史家エルヴィン・パノフスキーが『教会の聖母子』を詳細に調査し、1432年から1434年ごろの作品であるとした。しかしながら、リトアニア出身の美術史家メイヤー・シャピロがさらに研究を重ね、1953年に出版した『初期ネーデルラント絵画』で『教会の聖母子』の制作年度は1430年代後半だと主張している。1970年代には、ヤン・ファン・エイクが1437年に描いた『聖バルバラ』との研究比較で、『教会の聖母子』は1437年以降に完成を見たという説が唱えられた。オーストリア人美術史家オットー・ペヒトも1990年代に、1434年の作品『アルノルフィーニ夫妻像』と屋内描写が酷似しているとして、おそらくヤン・ファン・エイクの後期の作品ではないかとしている。21世紀になって、アメリカ人美術史家ジェフリー・チップス・スミスとジョン・オリヴァー・ハンドが、1426年から1428年の作品であるという新説を唱えた。もし1425年ごろの作品という説が正しければ、ヤン・ファン・エイクの真作と認められている作品の中では『教会の聖母子』が最初期の板絵ということになる。

## 外観

### 聖母マリアの描写
『教会の聖母子』は縦31cm、横14cmという、装飾写本のミニアチュール並みの小作品で、この大きさは15世紀に使用されていた多くの祈祷用ディプティクのサイズと合致する。ディプティクの携帯性や価格などの面から小型化が進んでおり、所有者が描かれた精緻な絵画をより近くで見たいという要求も小型化に拍車をかけた。『教会の聖母子』に描かれている聖母マリアは、赤いドレスの上に質感の異なる暗青色のローブを羽織っている。暗青色は、マリアの人間性を際立たせる目的で、伝統的に絵画作品に採用されてきた色である。ドレスの裾には「SOL」と「LU」と読める金糸の刺繍があり、これはラテン語で太陽を意味する「sole」と光を意味する「lux」の一部であると考えられている。宝石で豪奢に何段にも飾り立てられた宝冠を被ったマリアは腕に幼児キリストを抱き、キリストの両足はマリアの左手に置かれている。キリストの下半身は長く尾を引く白い布にくるまれており、その手は刺繍が施されたマリアの衣装の胸元をつかんでいる。

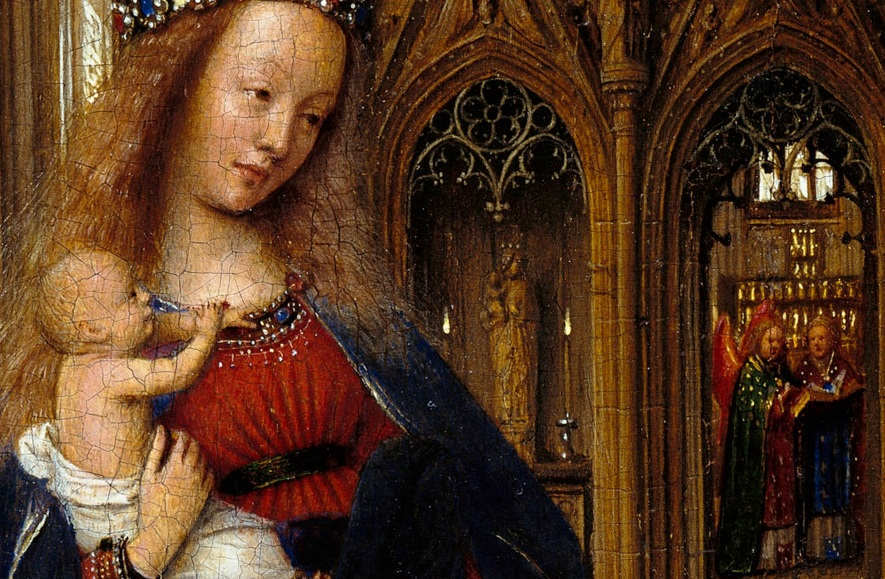
マリアとキリストの拡大画像。背景中央に聖母子の彫刻が、背景右に賛美歌を歌う二人の天使が描かれている。

『教会の聖母子』の背景である教会内部には、聖母マリアに関するさまざまな事物が描かれている。マリアのすぐ後ろには二本のロウソクに挟まれた聖母子像の彫刻、その右のクワイヤにはマリアを称える賛美歌を歌う天使がそれぞれ描かれている。マリアの頭上には受胎告知のレリーフ、張出し窓には聖母戴冠、そして画面右上にはキリスト磔刑像が描かれている。『教会の聖母子』には、神の子の母としてのマリアの生涯が表現されているのである 。
マリアの左に描かれている柱には、二段組のプレイヤー・タブレット（prayer tablet、願いや懺悔を記して教会に奉納する木板のことで、神道でいう絵馬に近い）がかけられている。ヤン・ファン・エイクと同じく初期フランドル派を代表する画家ロヒール・ファン・デル・ウェイデンが1445年から1450年にかけて描いた『七つの秘蹟の祭壇画』にも、教会内の柱にかけられた同様の祈祷板が描かれている。この二段組の祈祷板には、『教会の聖母子』のオリジナルの額装に刻まれていた銘と同じ文言が記されている。クリアストーリー（教会や聖堂の採光用の窓が並んだ、高い位置にある壁 (en:clerestory)）に並ぶ高窓から飛梁が見渡せ、ヴォールトのアーチ部分にはクモの巣が描かれている。トリフォリウムには異なる建築様式が見られ、聖歌隊席と翼廊は身廊に比べると当時最新の様式で表現されている。
高い窓から降りそそぐ、精緻に表現された光線が煌くように入り口やタイル張りの床などの教会内部を照らし出す。この輝くような陽光は聖歌隊席の内陣障壁に建てられたロウソクの揺らめく灯りと対比されている。全体的な明暗の画面構成としては下部に行くほど薄暗くなっていく。もっとも暗い陰として描かれているのは、聖歌隊席の階段と側廊部分である。『教会の聖母子』の人物造形は、1400年代初めの絵画作品としては異例なまでに写実的な作風で描かれている。15世紀になってから大きな進歩を遂げた、実際の陽光を詳細に観察して絵画作品に光として表現する技法を先取りするかのような表現がなされている。ただし、光の表現そのものは写実的といえるものだが、この光がどちらから射し込んでいるのかがはっきりとしていない。美術史家エルヴィン・パノフスキーは、この作品では北側の窓から光が射し込んでいるが、当時の多くの教会では聖歌隊席が東に面していたため、光は南側から射し込むはずであると指摘した。この矛盾からパノフスキーは、描かれている光は自然光ではなく聖なる光を表しているとし、「自然の法則ではなく、宗教的象徴の法則」に則って描かれている作品であるとしている。

### 額装と銘
初期フランドル派を専門とする美術史家エリザベト・ダネンスは、『教会の聖母子』のオリジナルの額装に見られる上部が丸まった形状が、フーベルト・ファン・エイクが制作を開始し、その死後に弟ヤン・ファン・エイクが作業を引き継いで完成させた『ヘントの祭壇画』を想起させるとしている。1851年の記録から『教会の聖母子』のオリジナルの額装に刻まれていた銘が伝わっている。詩歌の形式で記されていたこの銘は、額装最下部のフレームから記述が始まり、両横のフレームを経て最上部のフレームで終わっている。最下部のフレームには「FLOS FLORIOCOLORUM APPELLARIS」、両横と最上部のフレームには「MATTER HEC EST FILLIA PATER EST NATUS QUIS AUDIVIT TALIA DEUS HOMO NATUS ETCET」という文章が記されていた。日本語訳すると「母は娘。その父は天性。かつてこんなことはなかったであろう。神が人を創り給いた」となる。
マリアの衣服の裾にはラテン語の文言が記されており、オリジナルの額装に刻まれていた銘と関連しあっている。さらに、ヤン・ファン・エイクが1436年ごろに描いた『ファン・デル・パーレの聖母子』の聖母マリアのローブに刺繍されている文言とも共通性がある。『ファン・デル・パーレの聖母子』の文言は『知恵の書』(7:29) から引用された「EST ENIM HAEC SPECIOSIOR SOLE ET SUPER OMNEM STELLARUM DISPOSITIONEM. LUCI CONPARATA INVENITUR PRIOR」で、「知恵は太陽よりも美しく、すべての星座にまさり、光よりもはるかに輝かしい」という意味である。また、ラテン語で書かれた「太陽の光が窓を通り抜けても/決して汚されることはない/彼女は聖処女だった/そして今でも聖処女のままである」という中世の賛美歌の一節を絵画化した作品だという説もある。
これらの銘や文言が、描かれている彫像やマリアの描写に生命を吹き込んでいると見なす美術史家たちがいる。一方でクレイグ・ハービソンらのように、当時のディプティクは純粋に個人的な祈祷用に制作されたものであり、記されている銘や文言は決まり文句で、祈祷者に心の安寧をもたらす役割以上の意味はないと主張する美術史家もいる。さらにハービソンは、ヤン・ファン・エイクが個人からの依頼で制作した作品には非常に多くの宗教的な文言が記されていることを指摘している。これらの文言はプレイヤー・タブレットや祭壇画と同じく、祈祷者の心を癒す役割があるとし、このような祭壇画の好例としてロンドンのナショナル・ギャラリーが所蔵する初期フランドル派の三連祭壇画『翼をもつ聖母子』を挙げている。

### 教会の描写

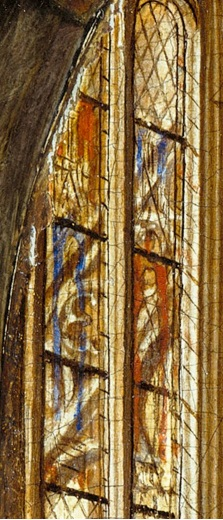
画面上部のステンドグラス部分の拡大画像。

ヤン・ファン・エイクの初期の作品に描かれている教会や聖堂は、ロマネスク様式の建物として描かれていることが多く、『旧約聖書』に書かれているエルサレム神殿を模した構成となっていることがある。しかしながら『教会の聖母子』の教会は当時最新のゴシック様式で描かれている。これはおそらくマリアと「戦う教会と教会の栄光」(en:Church militant and church triumphant) とを関連付けることを意図しており、マリアの姿勢と非常に大きく描かれた身体は、ビザンチン美術や国際ゴシックの絵画作品からの影響を受けている。北方ヨーロッパの絵画作品における建築学的に正確な建物描写は、ヤン・ファン・エイクが初めてもたらしたものだった。

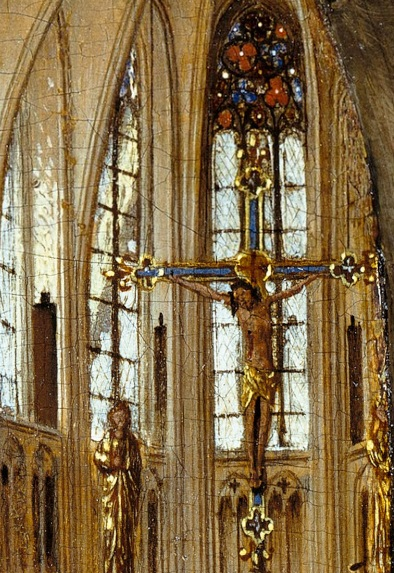
『教会の聖母子』の背景に描かれたキリスト磔刑像。

ヤン・ファン・エイクはこの作品で教会内部を非常に精密に描いており、当時最新のゴシック様式の建物が正確に描写されている。このため、ヤン・ファン・エイクが様式の微妙な差異を描き分けることができるだけの建築学に関する豊富な知識を有していたと考える美術史家や建築史家も多い。細部にわたって詳細かつ正確に描きこまれているために、ヤン・ファン・エイクがモデルとした教会ないし聖堂が分かるのではないかと考える学者も存在する。しかしながら他のヤン・ファン・エイクの作品と同じく、『教会の聖母子』の教会も想像の産物であり、おそらくはヤン・ファン・エイクが理想とする建物として描かれている。この教会に直接のモデルが存在しないことは、当時の教会にはありえないものが多数描かれていることから判断できる。
『教会の聖母子』の教会描写で、ヤン・ファン・エイクが実在の建物をモデルとしなかったことについて研究している美術史家もいる。主流となっている説は、ヤン・ファン・エイク自身が理想とする教会を描き、マリアの幻影の現出にふさわしい場所を用意したというもので、写実的な効果よりも美学的な効果を狙っているとする。この作品に描かれている教会には直接のモデルとなっている建物は存在しないと考えられているが、トンゲレンの聖母大聖堂や、ヘントの聖ニコラス教会、サン＝ドニ大聖堂、ディジョン大聖堂、リエージュ大聖堂、ケルン大聖堂が間接的ないし部分的なモデルとなっている可能性も指摘されている。トンゲレンの聖母大聖堂には『教会の聖母子』に描かれているのとよく似たトリフォリウムやクリアストーリーが存在している。教会や聖堂の数が少ないトンゲレンは北東から南西へと延びる細長い地域である。よって『教会の聖母子』に描かれている陽光をトンゲレンで求めるならば、夏の午前中ということになる。トンゲレンの聖母大聖堂は奇跡認定されたことがある聖母子立像でも有名だが、この立像はヤン・ファン・エイクの死後に制作されたものである。
美術史家オットー・ペヒトは、『教会の聖母子』に「インテリア幻想」と呼ばれる錯視効果が見られるとしている。この作品を鑑賞する者の視線は身廊と交差廊へ向かい、「内陣仕切りと聖歌隊席へと伸びて」いく。ペヒトの説では、この作品では意図的に遠近法が歪められており、「建物を構成するパーツの関連性は明らかになっているとはいえない。後景と前景の遷り変わりが、柱を覆い隠すように描かれた聖母マリアによって巧妙に隠蔽されている。（後景と前景をつなぐ）中景はほとんど除去されており、我々の視線は無意識のうちに錯綜してしまう」としている。この錯視効果は陽光の彩色度合いでさらに強められている。詳細に描かれた室内は薄暗く陰の部分が多いにもかかわらず、見えない屋外には豊かな光があふれていると思わせる表現がなされている。

### 窓とステンドグラス
13世紀ゴシック様式の教会としては珍しいことに、『教会の聖母子』に描かれている窓はほとんどが透明な板ガラスとなっている。ジョン・L・ウォードは、身廊をめぐる多くの窓のなかで、キリスト磔刑像が浮かび上がるように描かれている窓がもっとも重要であると指摘した。この窓は鑑賞者の視線を正面から受け止めており、その描写も赤と青で彩られた花を表現した複雑なデザインのステンドグラスとなっている。この窓は透視図法がぼやけだす画面最奥部に描かれているが、すぐ背後に描かれている花をあしらったステンドグラスとの効果で「突如として画面最前面にキリスト磔刑像が出現したかのように見えはじめる」としている。
ウォードはこのような目の錯覚ともいえる現象の原因が、画面最上部へ集約する透視図法がぼやけていくためだとは考えていない。これは『創世記』に記された生命の樹に対する巧妙な暗喩で、『教会の聖母子』には「キリストの復活」の象徴が描かれているためであるとしている。キリストが磔刑に処せられている十字架の最上部に花を配するという構図は、1426年ごろにマサッチオが描いた、十字架の最上部には樹木が描かれている『キリストの磔刑』にヒントを得た可能性がある。ウォードは、ヤン・ファン・エイクがマサッチオの作品以外からも様々な影響を受けて十字架に咲く花を描いたとし、「十字架が生命の樹となって生れ変わり、人々が見つめる中で花を咲かせた」まさにその瞬間を描こうとしたと結論付けた。

## 寓意と解釈

### 光の描写

ワシントンのナショナル・ギャラリーが所蔵する、ヤン・ファン・エイクが1434年頃に描いた『受胎告知』。ヤン・ファン・エイクが描いた聖母マリアの絵画のなかで、おそらくもっとも有名な作品であり、『教会の聖母子』と同じく、建物に比べてマリアが非常に大きく描かれている。ただし、この『受胎告知』では建物の大きさがはっきりとは分からず、大きく描かれているマリアの身長も推測することはできない。

中世ヨーロッパでは聖母マリア崇敬が盛んで、15世紀初頭にはマリアを主題とした美術作品が数多く制作された。マリアは『ヨハネによる福音書』(1-14) の「想いは肉体となった (Word was made flesh)」肖像として表現されることも多く、神の聖なる光 (en:divine light) を直接その身に受けた人物として描かれた。中世美術において光は、マリアの懐胎とキリストの誕生を意味する視覚的象徴として使用されていた。窓から射し込んだ神の聖なる光がマリアの身体を貫いたときに、キリストがマリアの胎内に宿ったと信じられていたのである。
『教会の聖母子』において光が聖なる存在として表現されていることは、マリアのドレスのすそに刺繍されているラテン語の文章や オリジナルの額装の銘からも明らかである。降り注ぐ光の光源は、太陽からの自然光ではなく聖なる存在が発しているかのように描かれ、マリアの表情を明るく照らし出している。マリアの背後の床に描かれた二つの光のスポットがこの作品に神秘的な雰囲気を与えるとともに、神が存在しているということを表現する効果をもたらしている。マリアはきらめく光を全身に浴び、その背後の壁龕にはキリストの顕現の象徴である二本のロウソクに照らし出された聖母子像がある。自然には存在しえない光の描写が教会内部に幻想的な表情を与えており、ペヒトはこの雰囲気を創り出したヤン・ファン・エイクの色彩感覚を高く評価している。
15世紀にはアルプス以北の北方ヨーロッパの画家たちにとって、キリストの顕現の秘跡を表現する手法として光を使用することが普通になっていった。窓ガラスを貫いた光が処女であるマリアにキリスト懐胎をもたらしたとする手法で、これは12世紀のフランス人神学者ベルナルドゥスの著書といわれる『説教集』の「さまざまな説教 (Sermones de diversis)」の一節から着想を得ている。「輝く陽光はいささかも色あせることなくガラス窓を貫き、何ら傷つけたり破壊することはない。このようにして、素晴らしき全能の父たる神のみ言葉が処女（聖母マリア）の寝室に入り込み、その胎内から人の姿となって顕現したのである」
初期フランドル派の台頭以前には、絵画における聖なる光の表現技法は十分とはいえず、天界からの輝きを表現する際にはきらめく黄金として描写されるだけだった。降りそそぐ光の動きに意味を持たせるのではなく、光そのものに重点を置いた描写がなされていたのである。ヤン・ファン・エイクは光の彩度を重視した最初の画家のひとりで、周囲を明るく照らし出す様子と、画面を満たす光の色調の変化を描いた。様々な明度の光によって照らし出された物体を精緻な色彩感覚で描き分けた。躍動する光が『教会の聖母子』にも表現されており、とくにマリアのドレス、宝冠、髪、外套に描きあげられている。

### エレウサのイコンからの影響

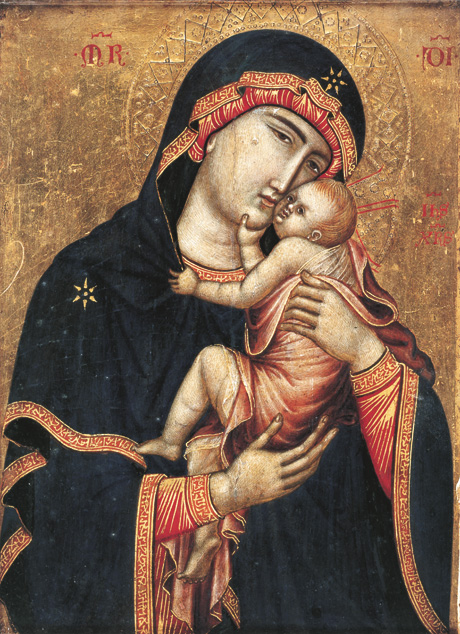
1340年頃に描かれた『カンブレーの聖母』。作者未詳で、カンブレー大聖堂が所蔵している。

アントワープ王立美術館が所蔵する『泉の聖母』と『教会の聖母子』は、ヤン・ファン･エイクがその最晩年に描いた聖母子像とされている。描かれているマリアはどちらの作品でも立ち姿で青色のドレスを身にまとっている。これらはヤン・ファン・エイクがキャリア初期に、坐して赤いドレスを着用したマリアを多く描いていたこととは好対照といえる。マリアを立ち姿で描いた絵画作品はビザンチン絵画のイコンによくみられる構図で、『教会の聖母子』と『泉の聖母』はともに「エレウサのイコンと呼ばれる作品群の影響を受けている。エウレサのイコンは英語で「慈しみの聖母」ともいわれ、マリアと幼児キリストが頬を寄せ、キリストがマリアの顔をなでているという構図の作品である。
14世紀から15世紀にかけて、このようなビザンチン絵画作品が大量にアルプス以北の北方ヨーロッパに持ち込まれ、初期フランドル派の最初期の画家たちによって盛んに模写された。作者未詳の『カンブレーの聖母』に代表されるような後期ビザンチン絵画と、こうしたビザンチン美術の影響を強く受けていたジョットのような画家たちの作品では、マリアが非常に大きな身体の女性として描かれることが多かった。ヤン・ファン・エイクも間違いなくこの作風を取り入れているが、具体的にいつごろ描かれたどの作品から影響を受けたのかということについては議論となっている。ただし、ヤン・ファン・エイクがこの作風の絵画作品を直接目にしたのは、1426年か1428年のイタリア訪問時だと考えられている。これは『カンブレーの聖母』が北ヨーロッパに持ち込まれる前のことだった。『教会の聖母子』と『泉の聖母』は幾度も模写され、15世紀を通じてさまざまな工房が製作した複製画が市場に流通している。ビザンチンで巨大なマリア像が好んで描かれたのは、ギリシャ正教会との不和に終止符を打とうとする、当時の世論や和解交渉と関係があるといわれている。ヤン・ファン・エイクのパトロンで、宮廷画家として寓したブルゴーニュ公フィリップ3世も、このような動向に強い関心を示していた。ヤン・ファン・エイクが1431年ごろに描いた肖像画『枢機卿ニッコロ・アルベルガティ』に描かれているニッコロ・アルベルガティは、ビザンチンとギリシャ正教会の関係修復に尽力したローマ教皇庁の外交官の一人だった。

### 教会を体現する聖母マリア

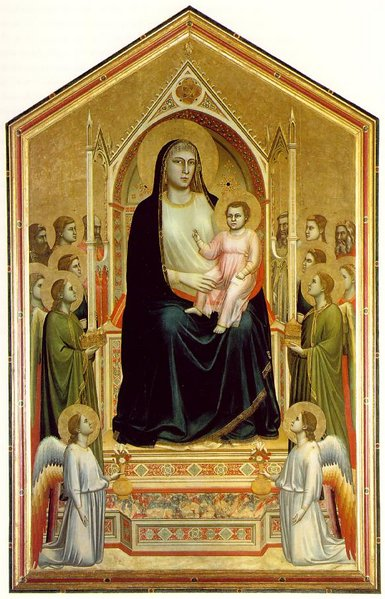
ジョットが1310年頃に描いた『オンニサンティの聖母』、ウフィツィ美術館（フィレンツェ）
他と比較して聖母マリアを大きく描くという手法は、後期ビザンチン絵画からの影響と見られている。

『教会の聖母子』では、マリアに三つの異なる役割が与えられている。それは「キリストの母」、「教会の栄光」(en:Church militant and church triumphant)、そして「天界の女王」である。「天界の女王」の役割はマリアがかぶる宝冠によって強調されている。『教会の聖母子』は装飾写本のミニアチュールとほぼ同じ大きさの小作品だが、建物や内装に比べてマリアの身体が非常に大きく、教会にそびえたつかのように描かれている。マリアの頭は教会二階の回廊とほぼ同じ高さにあり、その身長はおよそ5メートルに達すると考えられる。マリアを巨大な女性像で描くのはビザンチン美術の伝統的手法で、ビザンチン美術の影響を受けていたルネサンス黎明期のイタリア人画家ジョットも、同様の手法で1310年ごろに『オンニサンティの聖母』を描いている。マリアの身体を非常に大きく描くことによって、マリアの優れた人格と教会での重要性を表現しようとしたと考えられている。美術史家ティル＝ホルガー・ボルヘルトはこの作品のマリアについて「聖母が教会にいるのではない、聖母こそが教会だという暗喩である」としている。巨大に描かれたマリアは教会そのものを体現、象徴しているという説を最初に唱えたのは、1941年のエルヴィン・パノフスキーである。19世紀の美術史家たちは『教会の聖母子』のマリアが大きく描かれているのは、ヤン・ファン・エイクが若年で技量が未熟だったキャリア初期の作品であるためだと考えていた。
現在ではマリアを巨大に描いたのは意図的なものだったと見なされており、写実的に描かれた『宰相ロランの聖母』や『アルノルフィーニ夫妻像』などとは対照的な構成を持つ作品となっている。ただし、写実的に描かれている両作品ではあるが、人物に比べて室内は非常に狭く描かれているように見える。これは描かれている依頼主や、依頼主と聖人との親密な関係を表現することを意図している。ヤン・ファン・エイクがマリアを巨大に描いた別の作品に、ワシントンD.C.のナショナル・ギャラリー・オブ・アートが所蔵する『受胎告知』がある。1434年から1436年ごろに描かれたこの作品では、描かれている建物の建築様式が不明確であるために、マリアとの比較対象となる建物の大きさが判断できない構成になっている。16世紀の画家ヨース・ファン・クレーフェが『受胎告知』の複製画を制作しているが、おそらくは「この画家の未熟さゆえに」マリアは普通の大きさで写実的に描かれたといわれている。
マリアは、聖母マリアが信者の前に顕現する「聖母の出現」の構成で描かれている。このため『教会の聖母子』の失われたパネルには、マリアに向かって跪いて祈りをささげるディプティク制作依頼者の肖像画が描かれていたと考えられている。聖人が信者の前に姿を現すという構図はこの時代の北ヨーロッパ美術作品によく見られるもので、ヤン・ファン・エイクの『ファン・デル・パーレの聖母子』（1434年 - 1436年）も、同様の構図で描かれた作品である。この『ファン・デル・パーレの聖母子』では、聖書を手に祈りを捧げていた依頼主ヨリス・ファン・デル・パーレが一息ついた瞬間に、祈りが具現化したかのように聖母子と聖ゲオルギウス、聖ドナトゥスが顕現する様子が描かれている。

### 巡礼との関連
教会内部の柱にプレイヤー・タブレットが掛けられていることから、『教会の聖母子』に描かれている教会は巡礼教会であると推測される。このことからクレイグ・ハービソンは、この作品には巡礼に関する秘蹟も描かれているのではないかとしている。このようなタブレットには奉納者それぞれの祈りや願いが詳細に書かれており、特別な聖像や絵画の前、あるいは教会内部に捧げられたものだった。プレイヤー・タブレットには現世での罪を赦し、死後に煉獄へと落ちることを防ぐ効果があると信じられていた。描かれているプレイヤー・タブレットが捧げられているのは、マリアの左肩後方の壁龕に置かれた聖母子の彫像である。失われたオリジナルの額装に刻まれていたキリスト降誕に関する文言は、「ETCET」という文字で終わっており、これは「エトセトラ (etcetera)」で、おそらくはこの作品の鑑賞者全員に対する贖宥状となっている。しかしながら、『教会の聖母子』の本来の制作目的は、あくまでも個人的な祈祷用や巡礼の再現を目的としたものだった。ヤン・ファン・エイクのパトロンだったフィリップ3世は数多くの聖地巡礼を行った君主だったが、1426年にヤン・ファン・エイクに対して個人的な贖宥状を与えた記録が残っている。中世後期のヨーロッパではこのような慣習が広く受け入れられていた。
『教会の聖母子』に描かれている聖母マリアと幼児キリストは、背景にある聖母子の彫像が具現化したものである。当時このような現象に遭遇することは、巡礼時における最高の神秘体験であると考えられていた。具現化した聖母子と彫像の聖母子のポーズは酷似しており、マリアが被っている丈の高い宝冠も、実際の王族が着用する王冠や、マリアを描いた絵画作品に見られる宝冠ではなく、マリアをモデルとした彫刻作品によくみられる表現である。さらにハービソンは、具現化した聖母子の背後の床面にある二つの光のスポットが、彫刻の聖母子の両横に立てられたロウソクに呼応しているとしている。

## 失われた右パネルと複製画

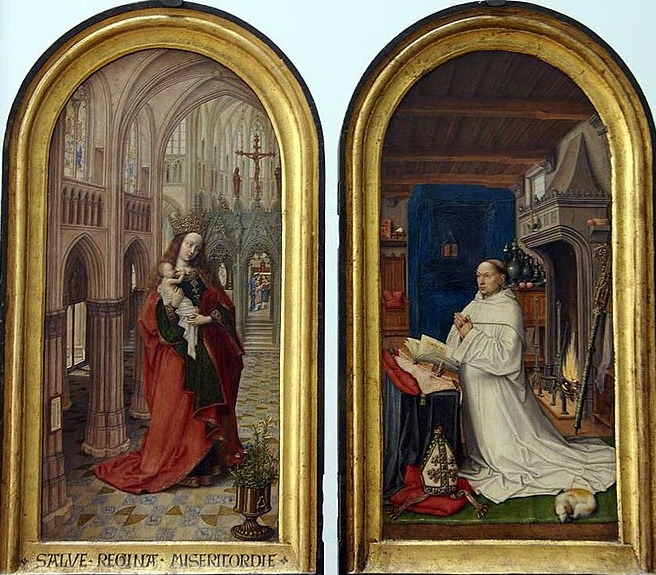
「1499年の画家」が描いたディプティク『教会の聖母子』と『修道僧クリスチアン・デ・ホントの肖像』。アントウェルペン王立美術館所蔵。

ほとんどの美術史家が『教会の聖母子』はディプティクの片翼（左パネル）だったとしている。もう一枚の翼（右パネル）と蝶番で接続されていたと考えられる留め金の跡があり、失われた右パネルには左パネルである『教会の聖母子』と対称性のある絵画が描かれていたと考えられている。『教会の聖母子』のマリアは中央やや右に立ち、恥ずかしそうに顔を伏せているかのように、その視線は下向きにパネルの端を見つめている。このマリアの下向きの視線は、右パネルに描かれていたであろう、跪いた制作依頼者の肖像に向けられていた可能性が高い。壁龕、キリスト磔刑像とその背後の窓を除いて背景の構造物はパネル左側に右向きの角度で描かれており、聖母子だけではなく左パネル全体が右側を向いているという構成となっている。
ハービソンは『教会の聖母子』は「まず間違いなく祈祷用のディプティクの左パネルである」と主張している。美術史家エリザベト・ダネンスは、マリアの視線がパネルの端を超えているように見えることについて、初期フランドル派のディプティクやトリプティク（三枚のパネルで構成された宗教画。大規模な作品は三連祭壇画と呼ばれる）に描かれた聖人の視線が、同じ作品に描かれた制作依頼者の肖像にまっすぐ向けられている作品が多いことを指摘している。また、教会が右斜めに傾いている構図で描かれていることも、『教会の聖母子』と右パネルとが関連付けられていることを示唆している。よく似た構成で描かれた同時代の絵画作品として、フレマールの画家の『受胎告知』があり、ロヒール・ファン・デル・ウェイデンが1452年ごろに描いた『ブラック家の祭壇画』では、各パネル間の連続性がさらに強調された構成となっている。
ほぼ同時代に描かれた『教会の聖母子』の模写となるディプティクが二点現存している。ヘントの「1499年の画家」と呼ばれる画家の作品とヤン・ホッサールトによるものといわれる作品で、両作品ともにオリジナルのヤン・ファン・エイクの『教会の聖母子』が、ブルゴーニュ公フィリップの曾孫にあたるマルグリット・ドートリッシュの所有となっていた時期に完成を見た。どちらのディプティクも左パネルにはオリジナルとは差異が見られる『教会の聖母子』の複製画が、右パネルには制作依頼者の肖像画がそれぞれ描かれている。しかしながら、両作品の右パネルはまったく別物となっている。1499年の画家のディプティクの右パネルには、豪奢な私室で祈りを捧げるシトー会の修道僧クリスチアン・デ・ホントが、伝ホッサールトの右パネルには、幻想的な緑豊かな屋外で聖アントニオスが付き添う、ひざまずいたアントニオ・シチリアーノがそれぞれ描かれている。どちらのディプティクがファン・エイクの『教会の聖母子』の右パネルを模写しているのか、あるいはどちらも全く異なる情景が描かれているのかは分かっていない。
1499年の画家が描いた『教会の聖母子』はマリアの衣装の配色をはじめ、ファン・エイクのオリジナルと比べて細部にかなり相違が見られるが、美術史家の見解はオリジナルに比べて作品のバランスや構成が損なわれているということでほぼ一致している。伝ホッサールトの『教会の聖母子』も、マリアの立ち位置が変更されている、マリアの衣装が暗青色一色になっている、マリアの表情が変更されているなどの大きな修正が見られる。そして、どちらの『教会の聖母子』もオリジナルのマリアの背後に描かれた二つの光のスポットが除去されているほか、多くの宗教的寓意を意味する事物が省略されている。これは、ヤン・ファン・エイクが用いた宗教的寓意の重要性を、後世の画家たちが理解しきれていなかったためだと考えられている。しかしながら、伝ホッサールトの『教会の聖母子』は、全体としてはオリジナルを忠実に模写していることから、作者がヤン・ファン・エイクの技量と才能に多大な敬意を払っていたことが見て取れる。また、1499年の画家『教会の聖母子』にも、天井の描写や赤い布地の質感など、ヤン・ファン・エイクが1434年に描いた『アルノルフィーニ夫妻像』を連想させるものが数多く描かれていることから、ヤン・ファン・エイクを賞賛していたと考えられている。
1520年から1530年ごろに、フランドルの装飾写本作家、ミニアチュール画家のシモン・ベニングが幼児キリストを抱く聖母マリアの上半身像を描いている。この聖母子像は『教会の聖母子』とよく似ているため、『教会の聖母子』を下敷きにして制作された作品ではないかといわれている。ただし、マリアの頭部に15世紀の作品によくみられる円光 (en:Haro) が描かれているなど、『教会の聖母子』に直接の影響を与えた可能性がある、後期ビザンチン絵画の『カンブレーの聖母』にも酷似している。ベニングの聖母子像は、1499年の画家ならびに伝ホッサールトの『教会の聖母子』とは相違点が多い。ベニングの聖母子像はディプティクではなく単体での作品であること、構図はヤン・ファン・エイクのオリジナルに似ているものの、彩色が全く別物となっていることなどである。これらの点から、ベニングの聖母子像はヤン・ファン・エイクのオリジナルではなく、伝ホッサールトの複製画からの影響を受けていると考えられている。

## 来歴
『教会の聖母子』の来歴には不明な点が多い。来歴が残っている時代であってもその記録が錯綜していることもあり、ダネンスは「信用できない」としている。16世紀初頭から1851年までの記録はほぼ皆無で、その後も1877年に盗難に遭ったという記録はあるが、いつ取り戻されたのかは正確には分かっていない。歴史家レオン・ド・ラボルドが、1851年にフランスのナント近郊の村にあった祭壇画について記録している。この記録によれば、教会の身廊で右腕に幼児キリストを抱く聖母マリアが描かれており、「板に描かれた祭壇画で保存状態は極めて良好、制作当時のオリジナルの額装が残っている」と記されている。また、ラボルドの記録には、オリジナルの額装に刻まれていた銘の記述も残されていた。1855年の記録にはフーベルトとヤンのファン・エイク兄弟の合作とする「教会の聖母」の記述があり、この作品はラボルトの記録に記されている聖母子の板絵と同じ絵画であると考えられている。この「教会の聖母」はフランス人ノーが所有しており、もともとはフランス人外交官がイタリアで収集した絵画コレクションをノーが50フランで購入したものだった。
アーヘンの美術品収集家バルトルド・スアモントが1860年代に購入し、1869年の記録に額装の銘とともに記述されている板絵が『教会の聖母子』に非常によく似ている。この板絵はナント由来の作品であると考えられており、1851年にラボルトが記録した祭壇画と同じものではないかとされている。1874年5月にベルリン美術館が219点の絵画を購入し、この絵画のなかにスアモントのコレクションも含まれていた。その後、1877年に『教会の聖母子』は盗難に遭い、10日ほどのちに発見されたときにはオリジナルの額装は失われていた。『教会の聖母子』は、ベルリン美術館が発行した1875年のカタログにはヤン・ファン・エイクの贋作であると記されており、1883年のカタログでは紛失したオリジナルからの模写であると記されていた。しかしながら間もなく作者の特定が見直されて、1904年に発行されたカタログではヤン・ファン・エイクの真作であると記されている。
『教会の聖母子』のディプティクの制作依頼者は、ヤン・ファン・エイクのパトロンだったブルゴーニュ公フィリップ3世だと考えられている。その後、フィリップ3世の美術コレクションの多くを相続した曾孫マルグリット・ドートリッシュの1567年の資産目録に、『教会の聖母子』の特徴に合致する絵画の記録が残っている。この記録には「Ung autre tableaul de Nostre-Dame, du duc Philippe, qui est venu de Maillardet, couvert de satin brouché gris et ayant fermaulx d'argent doré et bordé de velours vert. Fait de la main Johannes. 」 と書かれている。資産目録の記述方式の慣例から「Johannes」はヤン・ファン・エイク を、「duc Philippe」はブルゴーニュ公フィリップ3世のことを指しているとされている。